# Arnaldo Calveyra
Arnaldo Calveyra (Mansilla, Entre Ríos, 1929-París, 16 de enero de 2015) fue un poeta, novelista y dramaturgo argentino residente en París desde 1960. Fue condecorado por el gobierno francés con la Ordre des Arts et des Lettres.

## Biografía
Vivió en su provincia natal Entre Ríos y cursó estudios en 1943 en Concepción del Uruguay mudándose a La Plata donde estudió filosofía en la Universidad de La Plata. Obtuvo una beca y se instaló en París en 1960 donde conoció y trabajó junto a Julio Cortázar, Alejandra Pizarnik, Claude Roy, Gaëtan Picon, Cristina Campo y Laure Bataillon. 
En 1968, Calveyra se casó con Monique Tur con quien tuvo dos hijos, Beltrán y Eva.
Su primer libro, Cartas para que la alegría fue alabado por Carlos Mastronardi en la Revista Sur de Victoria Ocampo (1959)
En París, trabajó con Peter Brook y publicó sus obras en la editorial Actes-Sud.
Murió en la capital francesa el 16 de enero de 2015.

## Premios
- Caballero de la Ordre des Arts et des Lettres (1986)
- Officier des Arts et des Lettres (1992)
- Commandeur de l'Ordre des Arts et des Lettres (1999)
- Beca Guggenheim, NY NY 2000.
- Premio Konex - Diploma al Mérito (2014)